# Wenn die kleinen Veilchen blühen
Wenn die kleinen Veilchen blühen är ett sångspel (operett) i två akter (sex bilder) med musik av Robert Stolz och libretto av Bruno Hardt-Warden.

## Historia
Verket hade premiär den 1 april 1932 på Princesse Schouwburg (Prinzessin-Theater) i Haag i regi av Fritz Hirsch, som också spelade rollen som fadern. 

## Personer
- Liesel (Subrett)
- Paul Gutbier (Tenorbuffo)
- Trude (Sopran)
- Horst Südstedt (Tenorbuffo)
- Auguste Katzensteg (Alt)
- Fader Katzensteg (Bassbuffo)
- Gustl, Katzenstegs dotter, studentska (Sopran)
- Fritz Gutbier, Pauls son, student (Tenor)
- Peter Kühl, Edler von Fehévary, Ryttmästare, Trudes fader (Baryton)
- Isolde Gutbier (Alt)
- Mademoiselle Faure (Alt)
- Helma, Steffi och Mary (Mezzosoprane)
- Erwin Münster (Baryton)
- Prof. Dr. Frank (Talroll)
- Heini, en gosse (Talroll)
- Studenter, pensionatsflickor, kör, balett och statister

## Handling
Operetten utspelas i den lilla staden Bacharach, huvudhistorien (andra till femte bilden) 1900, ramhistorien (första och sista bilden) trettio år senare.
Första bilden

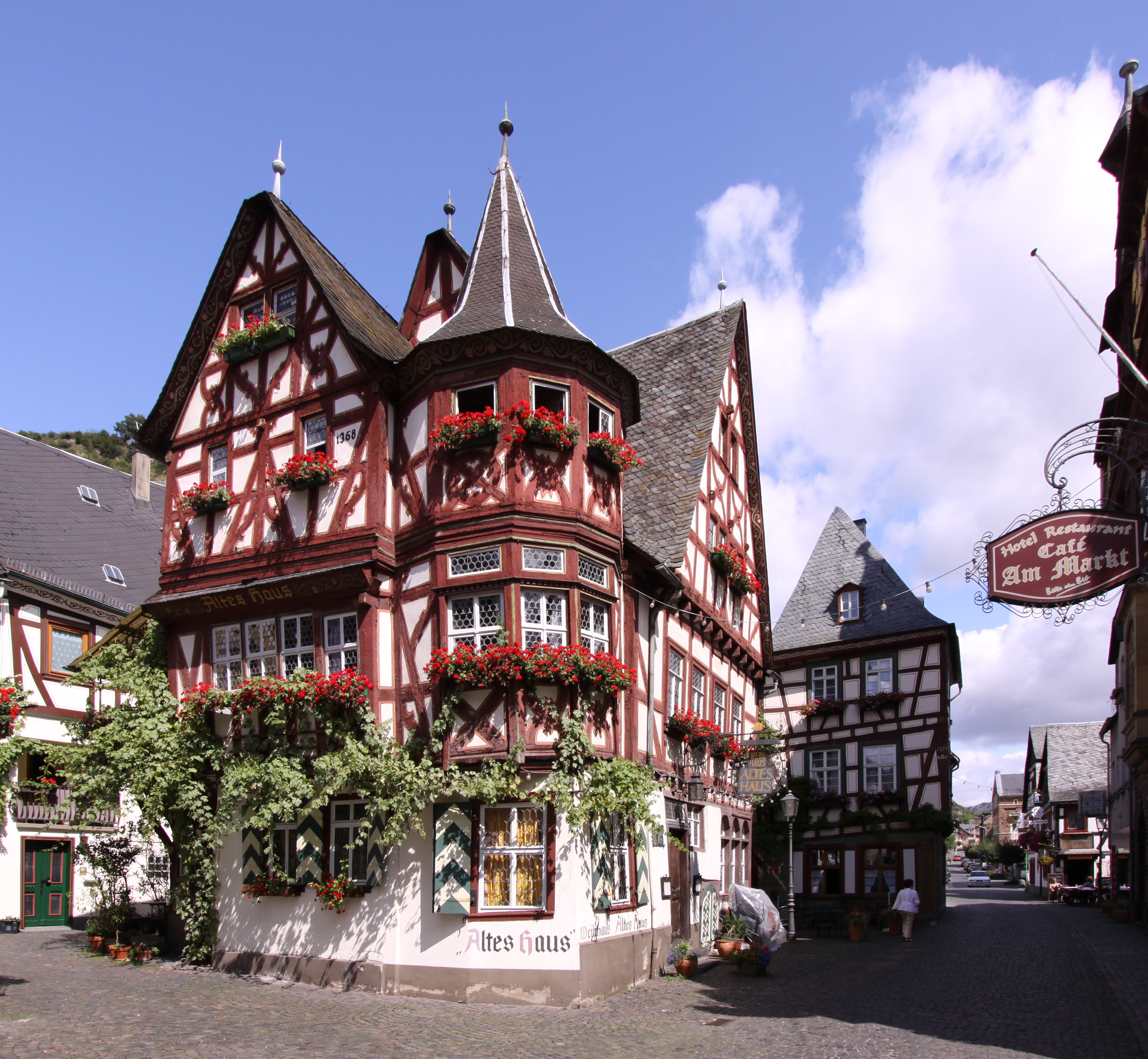
Skådeplatsen för dramat: Gasthof Altes Haus am Markt, Bacharach

Som varje år inväntar värdshusvärden Katzensteg sina tidigare studentvänner Paul Gutbier, Horst Südstedt och Erwin Münster för en lycklig sammankomst i sin trädgårdsrestaurang, där de pratar gamla minnen. Katzenstegs dotter Gustl har blandade känslor för de gamla männens ankomst, eftersom hon i hemlighet har förlovat sig med sin studentkamrat Fritz Gutbier, även om hon är medveten om att hans far, den strikta justitieministern Paul Gutbier, strikt avvisar denna koppling. I samtal med sin far får Gustl veta att den gamla Gutbier i sin ungdom var en riktig rumlare, som han nu gärna talar tyst om.
Andra till femte bilden
Trettio år tidigare. Studenterna Paul, Horst och Erwin ser skolflickorna återvända framför en internatskola för flickor. En av dem, Liesel, släpper en bok på golvet till synes obemärkt. Paul plockar upp den och upptäcker ett kärleksbrev riktat till honom i det. När Liesel får tillbaka boken innehåller den ett brev från Paul.
Oavsiktligt läser Paul ett telegram som är avsett för sin moster Isolde, chefen för internatskolan. I telegrammet meddelar Dr. Frank, den nya läraren, att han inte kan komma till internatskolan förrän på kvällen. Detta faktum ger Paul idén att använda ett falskt skägg för att identifiera sig som Dr. Frank och få tillträde till skolan. Skämtet lyckas. De unga kvinnorna är entusiastiska över hans oortodoxa undervisningsmetod.
Efter att Paul har presenterat sig för eleverna organiserar de en fest i internatskolan. De stöds starkt av Auguste, som arbetar som skoldirektör, och hennes vän Katzensteg. De två ska gifta sig snart, för under tiden har de sparat tillräckligt med pengar för att uppfylla sin livslånga dröm om att köpa ett värdshus i Bacharach. På kvällen dyker den nya läraren plötsligt in i gruppen. När han inser vilken typ av spel ungdomarna har lekt med hans namn rycket han rasande det falska skägget av Paul. Indignerat slutar han sitt jobb innan han ens tillträtt sin position. Hans samvete förbjuder honom att undervisa på en skola där moralen är så dålig. Mot slutet av festivalen hittar tre par varandra och förlovar sig,
Sjätte bilden 
Gustl lyssnade på sin fars berättelse med stort intresse. Nu vet hon hur man kan bli av med den vördnadsvärda ministern. När de tre herrarna redan har haft några glas Rhenvin, frestar Gustl den gamla Gutbier tills denne utmanar henne på tävling. Den som förlorar måste ge vinnaren en önskan. Det är inte förvånande att den äldre mannen inte har någon chans mot den välutbildade flickan. I slutet av striden tvingar Gustl ministern att godkänna förlovningen

## Musik
- In Bacharach am Rheine (Polka) och titelmelodi
- Wenn die kleinen Veilchen blühen
- Du, du, du, schließ deine Augen zu